# Анненко, Наталья Валерьевна
Ната́лья Вале́рьевна А́нненко (после замужества — Наталья Деллер, англ. Natalia Deller; род. 17 апреля 1964 года, Москва, РСФСР, СССР) — советская фигуристка, выступавшая в танцах на льду.

## Биография
В паре с Вадимом Каркачёвым, она — чемпионка мира среди юниоров 1982 и вице-чемпионка мира среди юниоров годом раньше. В паре с Генрихом Сретенским, она — многократный призёр чемпионатов Европы и СССР. Мастер спорта СССР международного класса. В настоящее время — тренер по фигурному катанию. Живёт и работает в США.
После завершения любительской карьеры Наталья 4 сезона выступала в шоу «Stars on Ice».

## Личная жизнь
Наталья была замужем за фигуристом Петром Чернышёвым. Спустя 7 лет их брак распался. Во второй раз Н. Анненко вышла замуж за американца и родила 2 детей.

## Результаты выступлений
| Соревнование                         | 1982—1983 | 1983—1984 | 1984—1985 | 1985—1986 | 1986—1987 | 1987—1988 | 1988—1989 |
| ------------------------------------ | --------- | --------- | --------- | --------- | --------- | --------- | --------- |
| Зимние Олимпийские игры              |           |           |           |           |           | 4         |           |
| Чемпионаты мира                      |           |           | 7         | 4         | 4         |           |           |
| Чемпионаты Европы                    |           |           | 5         | 3         | 3         | 2         | 3         |
| Чемпионаты СССР                      |           | 3         | 3         | 2         | 2         | 2         |           |
| Skate Canada International           | 3         | 3         |           |           | 1         |           | 1         |
| Мемориал Карла Шефера                |           |           |           |           |           | 1         |           |
| На призы газеты «Московские новости» |           |           |           | 3         | 2         | 3         |           |
| Зимняя универсиада                   | 1         |           |           |           |           |           |           |